# Sergio Cubero
Sergio Cubero Ezcurra (Mungia, 5 settembre 1999) è un calciatore spagnolo, difensore dell'Eibar.

## Caratteristiche tecniche
È un terzino destro.

## Carriera
Cresciuto nel settore giovanile dell'Athletic Bilbao, nel 2018 è stato acquistato dall'Eibar che lo ha assegnato alla propria squadra C nelle divisioni dilettantistiche spagnole. L'anno successivo è stato promosso nella squadra riserve ed il 17 dicembre 2019 ha debuttato in prima squadra nell'incontro di Coppa del Re vinto 5-0 contro il SD Logroñés. Il 29 dicembre 2020 ha esordito in Primera División nella trasferta pareggiata 1-1 contro il Barcellona.
Il 31 agosto 2021 è stato ceduto in prestito al Logroñes, dove ha trascorso una stagione da titolare in Primera División RFEF. Il 17 agosto 2022 ha rinnovato il contratto fino al 2025 ed è stato prestato al Fuenlabrada, militante sempre in terza divisione.
Il 7 agosto 2023 è stato ceduto in prestito per il terzo anno consecutivo, questa volta al Racing Ferrol in Segunda División. Al termine della stagione è rientrato all'Eibar che lo ha confermato in rosa per la stagione 2024-2025.

## Statistiche

### Presenze e reti nei club
Statistiche aggiornate al 9 aprile 2025.
| Stagione        | Squadra         | Campionato      | Campionato | Campionato | Coppe nazionali | Coppe nazionali | Coppe nazionali | Coppe continentali | Coppe continentali | Coppe continentali | Altre coppe | Altre coppe | Altre coppe | Totale | Totale | Totale |
| Stagione        | Squadra         | Comp            | Pres       | Reti       | Comp            | Pres            | Reti            | Comp               | Pres               | Reti               | Comp        | Pres        | Reti        | Pres   | Reti   |        |
| --------------- | --------------- | --------------- | ---------- | ---------- | --------------- | --------------- | --------------- | ------------------ | ------------------ | ------------------ | ----------- | ----------- | ----------- | ------ | ------ | ------ |
| 2019-2020       | CD Vitoria      | TD              | 23         | 1          | -               | -               | -               | -                  | -                  | -                  | -           | -           | -           | 23     | 1      |        |
| 2020-2021       | CD Vitoria      | TD              | 18         | 0          | -               | -               | -               | -                  | -                  | -                  | -           | -           | -           | 18     | 0      |        |
| 2019-2020       | Eibar           | PD              | 0          | 0          | CR              | 2               | 0               | -                  | -                  | -                  | -           | -           | -           | 2      | 0      |        |
| 2020-2021       | Eibar           | PD              | 1          | 0          | CR              | 2               | 0               | -                  | -                  | -                  | -           | -           | -           | 3      | 0      |        |
| 2021-2022       | SD Logroñés     | PDR             | 31         | 1          | CR              | 1               | 0               | -                  | -                  | -                  | -           | -           | -           | 32     | 1      |        |
| 2022-2023       | Fuenlabrada     | PF              | 37         | 1          | CR              | 1               | 0               | -                  | -                  | -                  | -           | -           | -           | 38     | 1      |        |
| 2023-2024       | Racing Ferrol   | SD              | 33         | 0          | CR              | 1               | 0               | -                  | -                  | -                  | -           | -           | -           | 34     | 0      |        |
| 2024-2025       | Eibar           | SD              | 19         | 0          | CR              | 1               | 0               | -                  | -                  | -                  | -           | -           | -           | 20     | 0      |        |
| Totale carriera | Totale carriera | Totale carriera | 162        | 3          |                 | 8               | 0               |                    | -                  | -                  |             | -           | -           | 170    | 3      |        |